# Artur Hutnikiewicz
Artur Maria Hutnikiewicz (ur. 12 stycznia 1916 we Lwowie, zm. 16 kwietnia 2005 w Toruniu) – historyk literatury polskiej.

## Życiorys
Urodził się we Lwowie jako nieślubny syn kupca Artura Bartosza i hafciarki Józefy Hutnikiewicz. W 1934 zdał egzamin dojrzałości w VI Państwowym Gimnazjum im. Stanisława Staszica we Lwowie. Podjął studia z filologii polskiej i klasycznej na Uniwersytecie Jana Kazimierza we Lwowie. Po ich ukończeniu został na tej uczelni asystentem prof. Eugeniusza Kucharskiego. W czasie II wojny światowej był karmicielem wszy w Instytucie Badań nad Tyfusem Plamistym i Wirusami prof. Rudolfa Weigla. W 1945 zmuszony do opuszczenia Lwowa, osiadł początkowo w Wałczu, gdzie pracował jako nauczyciel w Gimnazjum i Liceum. W 1946 roku przeniósł się do Torunia i podjął pracę na stanowisku starszego asystenta w Katedrze Teorii Literatury i Literatury Porównawczej na Uniwersytecie Mikołaja Kopernika. W 1948 doktoryzował się rozprawą zatytułowaną Forma motywacyjna w kompozycji powieści Żeromskiego promotorem był Eugeniusz Kucharski. Twórczości Stefana Żeromskiego dotyczyła także rozprawa habilitacyjna Żeromski i naturalizm (UMK, 1956). W 1962 został mianowany profesorem nadzwyczajnym, a w 1973 profesorem zwyczajnym nauk humanistycznych.
W latach 1956–1958 był prodziekanem Wydziału Humanistycznego UMK, a w latach 1958–1960 był członkiem Senatu tej uczelni. Kierował Zakładem Literatury XX w. (1956–1968) oraz Zakładem Historii Literatury Polskiej (1973–1986). Od 1981 do 1986 roku pełnił też funkcję Dyrektora Instytutu Filologii Polskiej.
Był erudytą, jednym z najwybitniejszych znawców literatury okresu Młodej Polski i dwudziestolecia międzywojennego, szczególnie twórczości Stefana Żeromskiego, Jana Lechonia, Marii Dąbrowskiej i Stefana Grabińskiego.
Opublikował ponad 300 prac naukowych, w tym szereg monografii książkowych, rozpraw i studiów literackich. Jako jeden z nielicznych profesorów egzaminował ze wszystkich epok literackich. Krytycznie wyrażał się o powojennym systemie kształcenia studentów, w którym studenta zmusza się do siedzenia od rana do wieczora na zajęciach, zamiast dać mu czas na samodzielne studiowanie pod kierunkiem wybranego profesora – mistrza. Wychował całą rzeszę wybitnych literatów i naukowców, którzy kontynuują jego dzieło.

## Wyróżnienia i nagrody
- Pro Ecclesia et Pontifice (1991)
- uroczyste odnowienie doktoratu na UMK (2 czerwca 1998)
- Honorowe Obywatelstwo Torunia (2002)

## Publikacje
- Twórczość literacka Stefana Grabińskiego: 1877–1936 (1959)
- Stefan Żeromski (1960)
- Od czystej formy do literatury faktu: główne teorie i programy literackie XX stulecia (1965)
- Przedwiośnie Stefana Żeromskiego (1967)
- Portrety i szkice literackie (1976)
- Literatura polska. Przewodnik encyklopedyczny (1984, przewodniczący komitetu redakcyjnego, ISBN 83-01-01520-9)
- Żeromski (1987, ISBN 83-01-07442-6)
- Młoda Polska (1994, ISBN 83-01-11394-4)
- "Przedwiośnie" Żeromskiego (1994, ISBN 83-85864-53-9)
- To, co najważniejsze: trzy eseje o Polsce (1996, ISBN 83-85327-34-7)
- Literatura polska XX wieku: przewodnik encyklopedyczny (2000, redakcja, ISBN 83-01-13028-8)
- Życie artystyczne Lwowa w latach międzywojennych